# Nikola Milojević (tennisser)
Nikola Milojević (Servisch: Никола Милојевић) (Belgrado, 19 juni 1995) is een Servisch tennisser.

## Carrière
Milojević maakte zijn profdebuut in 2013 maar won zijn eerste challenger pas in 2018. In 2019 won hij zijn tweede challenger in Liberec tegen Rogério Dutra da Silva. In 2020 speelde hij zijn eerste Grand Slam wedstrijd, hij verloor in de tweede ronde op Roland Garros. In 2021 won hij zijn derde challenger tegen de Bulgaar Dimitar Kuzmanov. In 2022 verloor hij in de eerste ronde op de Australian Open.
Milojević komt voor Servië uit op de Daviscup.

## Palmares
| Legenda                       | Legenda               |
| ----------------------------- | --------------------- |
| Grand Slam                    |                       |
| Olympische Spelen             |                       |
| tot 2009                      | vanaf 2009            |
| Tennis Masters Cup            | ATP Finals            |
| ATP Masters Series            | ATP Tour Masters 1000 |
| ATP International Series Gold | ATP Tour 500          |
| ATP International Series      | ATP Tour 250          |

### Enkelspel
| Nr.                  | Datum           | Toernooi | Ondergrond | Tegenstander in finale | Score         | Details |
| -------------------- | --------------- | -------- | ---------- | ---------------------- | ------------- | ------- |
| gewonnen challengers |                 |          |            |                        |               |         |
| 1.                   | 24 juni 2018    | Farg'ona | Hardcourt  | Enrique Lopez-Perez    | 6-3, 6-4      |         |
| 2.                   | 4 augustus 2019 | Liberec  | Gravel     | Rogério Dutra da Silva | 6-3, 3-6, 6-4 |         |
| 3.                   | 28 maart 2021   | Zadar    | Gravel     | Dimitar Kuzmanov       | 2-6, 6-2, 7-6 |         |

### Landencompetities
| Nr.              | Datum             | Toernooi | Ondergrond | Partner(s)                                               | Tegenstanders                                                                               | Score | Ref.    |
| ---------------- | ----------------- | -------- | ---------- | -------------------------------------------------------- | ------------------------------------------------------------------------------------------- | ----- | ------- |
| Gewonnen finales |                   |          |            |                                                          |                                                                                             |       |         |
| 1.               | 3-12 januari 2020 | ATP Cup  | Hardcourt  | Novak Djokovic Dušan Lajović Viktor Troicki Nikola Ćaćić | Rafael Nadal Roberto Bautista Agut Pablo Carreño Busta Albert Ramos Viñolas Feliciano López | 2-1   | Details |

## Resultaten grote toernooien
| Legenda | Legenda                          |
| ------- | -------------------------------- |
| g.t.    | geen toernooi gehouden           |
| l.c.    | lagere categorie                 |
| –       | niet deelgenomen                 |
| G       | uitgeschakeld in de groepsfase   |
| 1R      | uitgeschakeld in de eerste ronde |
| 2R      | uitgeschakeld in de tweede ronde |
| 3R      | uitgeschakeld in de derde ronde  |
| 4R      | uitgeschakeld in de vierde ronde |
| KF      | uitgeschakeld in de kwartfinale  |
| HF      | uitgeschakeld in de halve finale |
| F       | de finale verloren               |
| W       | het toernooi gewonnen            |
| w-v     | winst/verlies-balans             |

### Enkelspel
| toernooi            | 2020 | 2021 | 2022 |
| ------------------- | ---- | ---- | ---- |
| Grandslamtoernooien |      |      |      |
| Australian Open     | –    | –    | 1R   |
| Roland Garros       | 2R   | –    | –    |
| Wimbledon           | –    | –    | –    |
| US Open             | –    | –    | –    |
| Statistieken        |      |      |      |
| titels per jaar     | 0    | 0    | 0    |
| eindejaarsranking   | 138  | 138  |      |